# ريبيوتيشن (ألبوم)
ريبيوتيشن أو سمعة (بالإنجليزية: Reputation)‏ هو ألبوم الإستديو السادس للمغنية وكاتبة الأغاني الأمريكية تايلور سوريفت، أصدرته بيع ماشين ريكودز في 10 نوفمبر 2017. بعد النجاح التجاري الذي حظي به ألبومها الخامس، 1989، دخلت سويفت في خلافات مع عدّة مشاهير بارزين ما جعلها مركز حديث صحافة التابلويد، فعزلت نفسها عن وسائل التواصل الاجتماعي والإعلام، وكتبت الألبوم خلال هذه الفترة كمحاولة لتحسين مزاجها.
استوحت سويفت الأغاني من حياتها الشخصية، مصنّفةً محتواها إلى موضوعين: الأوّل هو الشهرة والثرثرة الإعلامية المفرطة، والثاني هو إيجاد الحب وسط الأحداث المضطربة. وجد بعض المعلقّين أن الألبوم عبارة عن تسجيل عاطفي تعبّر فيه عن ضعفها أمام عاشق مثالي واكتشافها لنفسها. تعتمد الموسيقى على الإليكتروبوب بشكل رئيسي. على عكس ألبوماتها السابقة، لم تروّج سوفت لريبيوتيشن في مقابلاتها الصحفية. دعمت الألبوم خمس أغنيات، بما فيها «لوك وات يو مايد مي دو» التي تصدّرت بيلبورد هوت 100.
كان الألبوم هو الرابع على التوالي لسويفت الذي يتصدّر بيلبورد 200 في الولايات المتحدة، وتجاوزت مبيعاته مليون نسخة في الأسبوع، كما وصل أيضًا إلى المراكز الأولى على مراكز سباقات الأغاني في أستراليا وكندا والمملكة المتحدة. باع الألبوم 4.5 مليون نسخة وبات الأكثر مبيعًا لفنانة في 2017، ثمّ قامت بجولة عالمية بين مايو ونوفمبر 2018، وباتت أكثر جولة تحقيقًا للأرباح في أمريكا الشمالية في التاريخ. حظي ريبيوتيشن باستجابة إيجابية بشكل عام، فأشاد النقاد بكتابة سويفت للأغاني، خصوصًا تلك التي تتحدث عن الحب والضعف، إلا أنّهم انقسموا حول الإنتاج الجريء ومواضيع الانتقام. رُشّح لجائزة أفضل ألبوم بوب صوتي في جوائز غرامي الحادية والستين، وأدرج في قائمة سلنت ماغازين لأفضل ألبومات عقد 2010، وحاز على شهادات مبيعات على مستوى عالمي.